# كتيبة طوباس
لواء طوباس أو كتيبة طوباس هي ميليشيا فلسطينية في الضفة الغربية المحتلة من قبل إسرائيل، ومقرها مدينة طوباس. وهي تضم مسلحين من سرايا القدس التابعة لحركة الجهاد الإسلامي الفلسطينية وكتائب القسام التابعة لحماس.
تأسس لواء طوباس في يونيو 2022 على يد المناضل أحمد دراغمة، وكان معظم أعضائها من السجناء السابقين الذين تحتجزهم إسرائيل. وأعلنت حركة الجهاد الإسلامي عن وجودها في الشهر التالي، من خلال قنوات إعلامية معادية للصهيونية، بعد أن اشتبكت الميليشيا مع قوات جيش الاحتلال الإسرائيلي التي كانت تداهم طوباس.
وبحسب موقع موندويس، فإن لواء طوباس، إلى جانب ألوية جنين ولواء طولكرم وعرين الأسود، شكلت تحدياً كبيراً للسيطرة الأمنية الإسرائيلية في الضفة الغربية. في 27 فبراير 2024، قتلت قوات الاحتلال الإسرائيلية دراغمة، الذي كان يشغل منصب زعيم المجموعة، واثنين من المدنيين الفلسطينيين خلال غارة على طوباس.
كما أن لواء طوباس هو عدو للسلطة الفلسطينية، حيث يقول اللواء أنه بدأ في اضطهادهم بشكل نشط في مايو 2024. اشتبكت قوات السلطة الفلسطينية مع لواء طوباس خلال اضطرابات الضفة الغربية في يوليو 2024. في أكتوبر 2024، شنت السلطة الفلسطينية حملة ناجحة واسعة النطاق ضد المجموعة، وخلالها زاد المسلحون من احتياطاتهم الأمنية وانتقلوا خارج طوباس. وعلى الرغم من استسلام عدد كبير من أعضاء اللواء للسلطة الفلسطينية، إلا أن المجموعة ظلت سليمة ونشطة في القتال ضد جيش الاحتلال الإسرائيلي.